# Stenodynerus
Stenodynerus is een geslacht van vliesvleugelige insecten van de familie plooivleugelwespen (Vespidae).

## Soorten
- S. aequisculptus (Kostylev, 1940)
- S. bluethgeni van der Vecht, 1971
- S. clypeopictus (Kostylev, 1940)
- S. chevrieranus (Saussure, 1855)
- S. dentisquama (Thomson, 1870)
- S. fastidiosissimus (Saussure, 1855)
- S. jurinei (Saussure, 1855)
- S. lacetanicus (Bluethgen, 1953)
- S. laticinctus (von Schulthess, 1897)
- S. orenburgensis (Andre, 1884)
- S. picticrus (Thomson, 1874)
- S. punctifrons (Thomson, 1874)
- S. steckianus (von Schulthess, 1897)
- S. vergesi (Giordani Soika, 1961)
- S. xanthomelas (Herrich-Schäffer, 1839)